# Conoeca adelopis
Conoeca adelopis är en fjärilsart som beskrevs av Edward Meyrick 1893. Conoeca adelopis ingår i släktet Conoeca och familjen säckspinnare. Inga underarter finns listade i Catalogue of Life.